# Ducado de Sajonia-Weissenfels
Sajonia-Weissenfels (en alemán: Sachsen-Weißenfels) fue un ducado del Sacro Imperio Romano Germánico desde 1656/7 hasta 1746 con su residencia en Weißenfels. Gobernado por una rama cadete de la Albertina Casa de Wettin, el ducado pasó al Electorado de Sajonia tras la extinción de la línea.

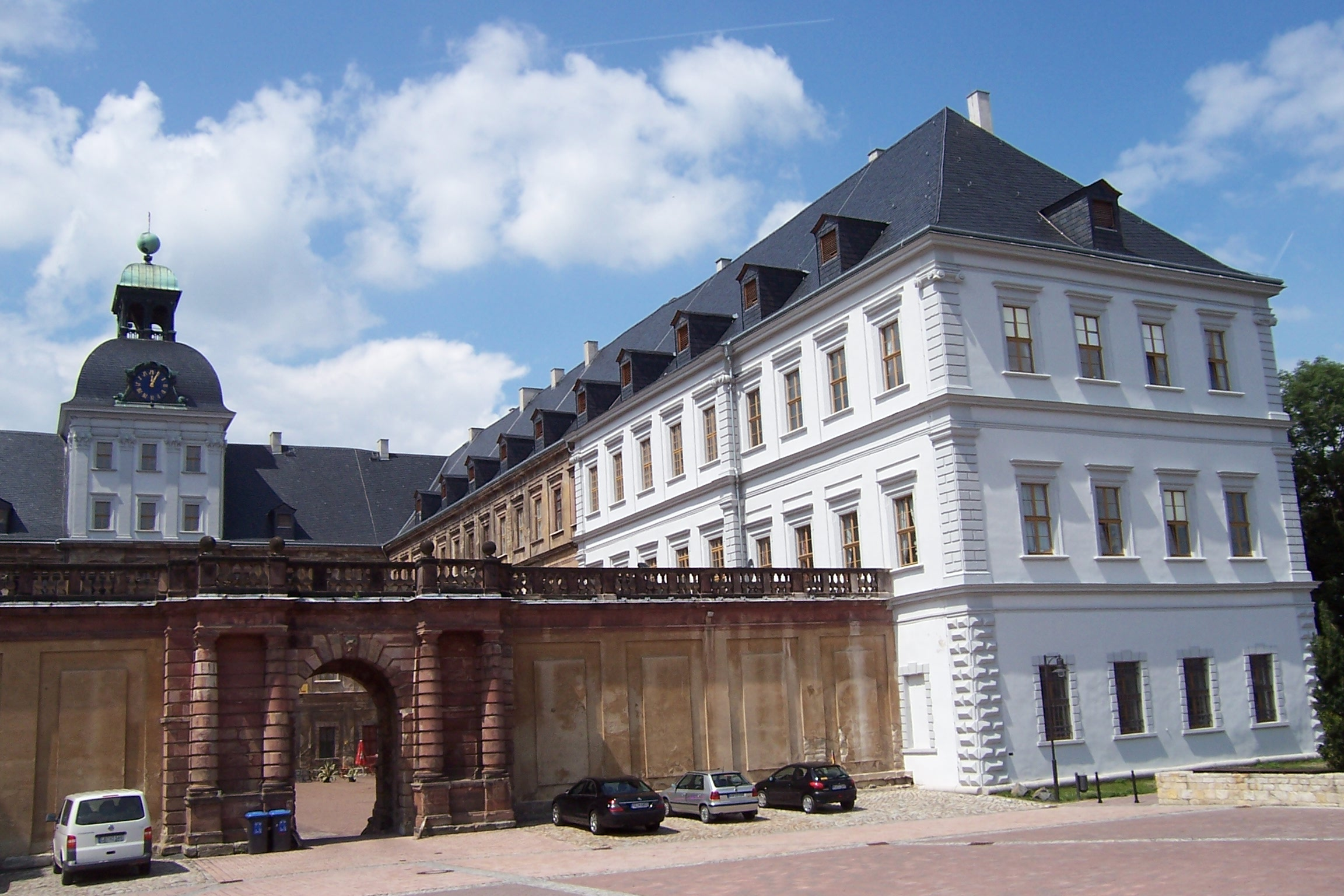
Palacio de Neu-Augustusburg, Weißenfels.

Juan Jorge I de Wettin, príncipe-elector de Sajonia desde 1611 hasta 1656, había dispuesto en su testamento que mientras su hijo mayor Juan Jorge II le sucedería como elector, sus hermanos menores deberían ser investidos con los ducados de secundogenitura como infantazgos. Por lo tanto después de su muerte aparecieron los Ducados de Sajonia-Zeitz, Sajonia-Merseburgo y Sajonia-Weissenfels; el último fue concedido al segundo mayor de los hijos, Augusto, quien ya servía como administrador protestante del Arzobispado de Magdeburgo desde 1638, entonces con residencia en Halle. A partir de 1660 fijó su residencia en el palacio barroco de Neu-Augustusburg en Weißenfels.
Junto a Weißenfels el ducado comprendía los distritos de Freyburg, Sachsenburg (actualmente Oldisleben), Sangerhausen, Eckartsberga, Weißensee y Langensalza. El Duque Augusto agrandó su territorio con varios señoríos originalmente regidos por los arzobispos de Magdeburgo y adjudicados a Sajonia por la Paz de Praga de 1635, incluyendo el señorío e inmediación imperial de Querfurt, así como los exclaves de Jüterbog, Dahme y Burg. Por Querfurt, la línea ducal de Sajonia-Weissenfels ganó el estatus de Estado Imperial (en ocasiones llamado Sajonia-Querfurt) y miembro del Círculo de Alta Sajonia, aunque sin voto en el Reichstag. En 1659 Augusto también adquirió el Condado de Barby, que a su muerte pasó a su hijo menor Enrique. El mayor de los hijos de Augusto y su sucesor, el Duque Juan Adolfo I, cedió Burg a Brandeburgo en 1687.
El padre de Georg Friedrich Händel, Georg Händel, sirvió como médico del Duque Augusto de Sajonia-Weissenfels a partir de 1657. El compositor nació en la anterior residencia ducal de Halle. Según la leyenda, la admiración del Duque Juan Adolfo I por las interpretaciones de Georg Friedrich en el órgano de la iglesia del palacio de Neu-Augustusburg fue lo que promovió su carrera musical. En 1713 Johann Sebastian Bach dedicó su cantata Was mir behagt, ist nur die muntre Jagd, BWV 208 a Cristián de Sajonia-Weissenfels en la celebración del 31.er cumpleaños del duque; fue interpretada por primera vez en el pabellón de caza Neuenburg en Freyburg. En 1729 Bach asumió el cargo de Kapellmeister (maestro de capilla) en Weißenfels, donde completó su Tocata y fuga en fa mayor, BWV 540 para el órgano de la iglesia del palacio.

## Duques de Sajonia-Weissenfels
- Augusto (1656-80), hijo del Elector Juan Jorge I de Sajonia, también administrador del Arzobispado de Magdeburgo desde 1638, Conde de Barby desde 1659

Sajonia-Weissenfels-Querfurt
- Juan Adolfo I (1680-97), hijo de Augusto
- Juan Jorge (1697-1712), hijo
- Cristián (1712-1736), hermano
- Juan Adolfo II (1736-1746), hermano

Sajonia-Weissenfels-Barby
- Enrique (1680-1728), hijo de Augusto
- Jorge Alberto (1728-1739), hijo

Línea extinta, volvió a la Casa Electoral de Wettin.